# Saison 1899-1900 des Sénateurs d'Ottawa
Autres saisons
Saison précédente Saison suivante
La saison 1899-1900 de hockey sur glace est la quinzième à laquelle participe le Club de hockey d'Ottawa.

## Classement
| Clt   | Équipe                  | PJ | V | D | N | BP | BC | Pts |
| ----- | ----------------------- | -- | - | - | - | -- | -- | --- |
| +001, | Shamrocks de Montréal   | 8  | 7 | 1 | 0 | 49 | 26 | -   |
| +002, | AAA de Montréal         | 8  | 5 | 3 | 0 | 34 | 36 | -   |
| +003, | Club de hockey d'Ottawa | 8  | 4 | 4 | 0 | 28 | 19 | -   |
| +004, | Victorias de Montréal   | 8  | 2 | 6 | 0 | 44 | 55 | -   |
| +005, | Bulldogs de Québec      | 8  | 2 | 6 | 0 | 33 | 52 | -   |

- Champion de la LCHA

## Meilleurs marqueurs
| Joueur       | PJ | B  |
| ------------ | -- | -- |
| Bruce Stuart | 5  | 11 |
| N. Nolan     | 5  | 5  |
| Hod Stuart   | 7  | 5  |
| Mac Roger    | 7  | 3  |
| W. Duval     | 5  | 2  |
| H. Henry     | 7  | 2  |

## Matchs après matchs
| No | Date       | Visiteurs | Résultat         | Domicile  | Fiche |
| -- | ---------- | --------- | ---------------- | --------- | ----- |
| 1  | 6 janvier  | Shamrocks | 5-4              | Ottawa    | 0-1-0 |
| 2  | 13 janvier | Ottawa    | 3-2              | Québec    | 1-1-0 |
| 3  | 20 janvier | AAA       | 2-5              | Ottawa    | 2-1-0 |
| 4  | 27 février | Ottawa    | 5-3              | Victorias | 3-1-0 |
| 5  | 10 février | Victorias | 1-11             | Ottawa    | 4-1-0 |
| 6  | 17 février | Ottawa    | 0-3              | AAA       | 4-2-0 |
| 7  | 24 février | Québec    | 3-0              | Ottawa    | 4-3-0 |
| 8  | 3 mars     | Ottawa    | forfait d'Ottawa | Shamrocks | 4-4-0 |

## Effectif
- Gardien de buts : John Hutton
- Joueurs : Bruce Stuart, N. Nolan, Hod Stuart, Mac Roger, W. Duval et H. Henry